# Verdoejo
Verdoejo is een plaats (freguesia) in de Portugese gemeente Valença en telt 635 inwoners (2001).

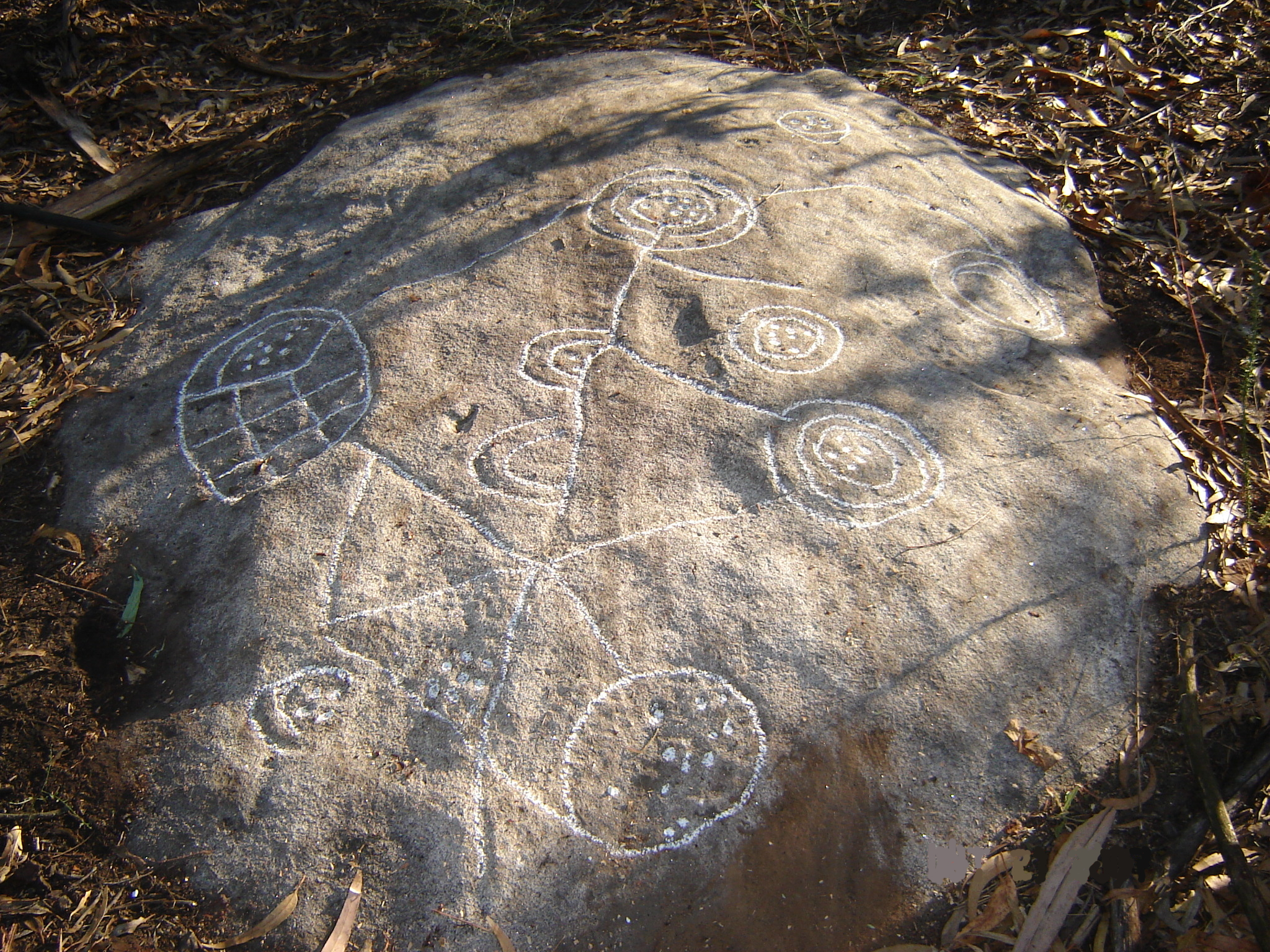
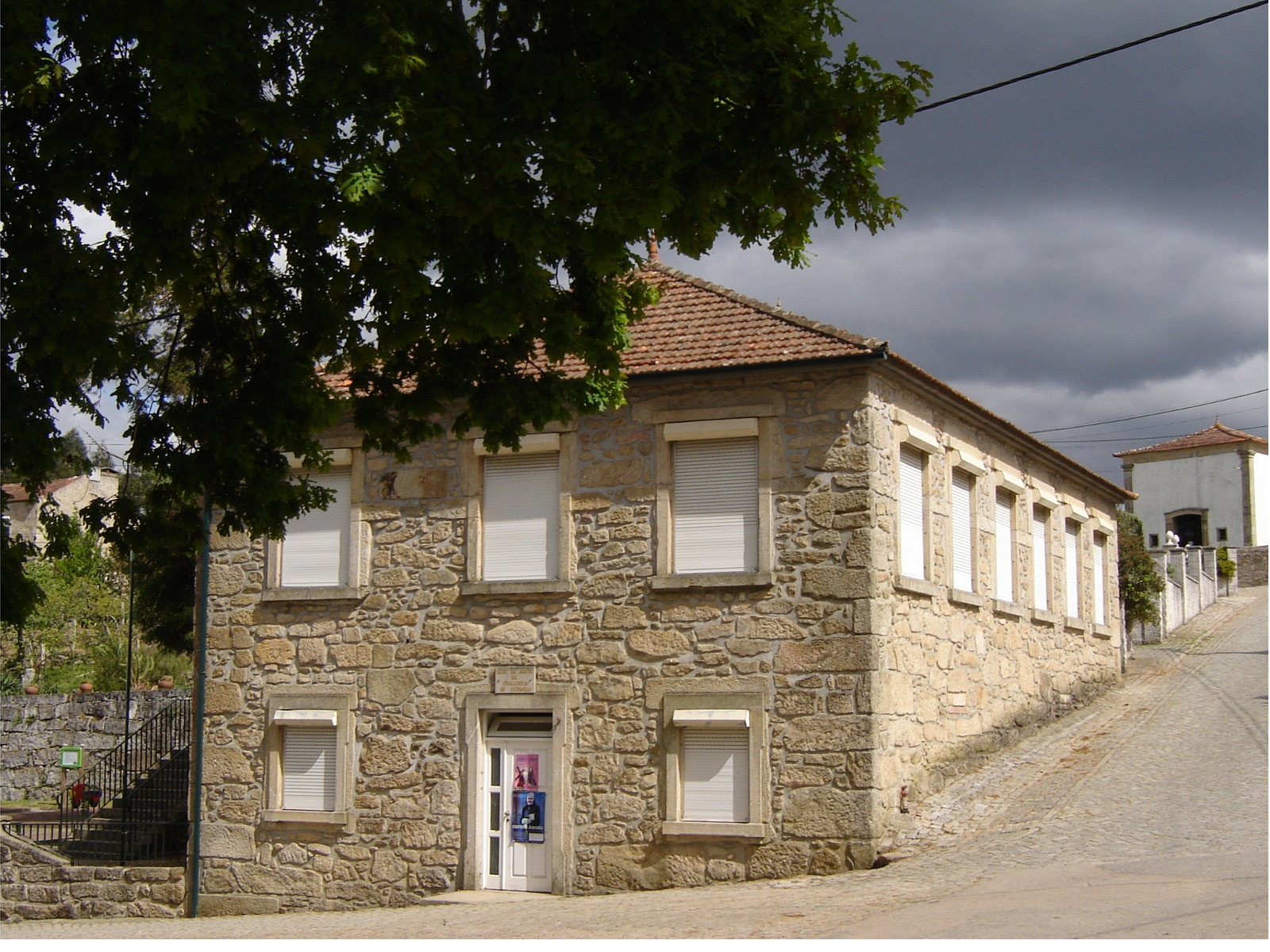

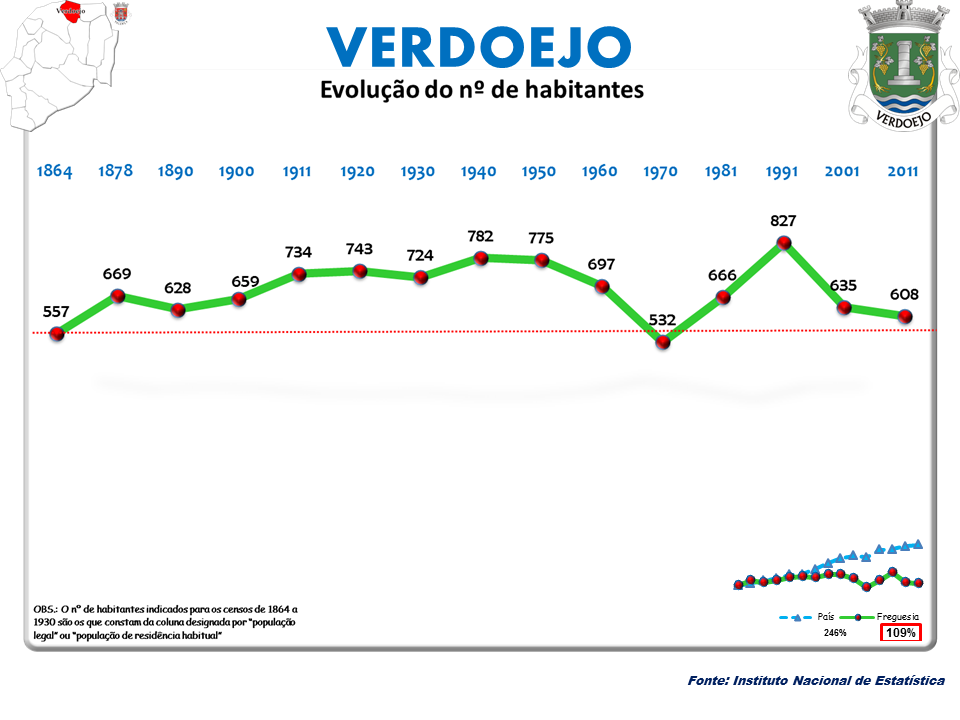
Bevolkingsontwikkeling tussen 1864 en 2011